# Flottemanville
Ne doit pas être confondu avec Flottemanville-Hague.
Flottemanville est une commune française, située dans le département de la Manche en région Normandie, peuplée de 227 habitants. Elle est aussi appelée Flottemanville-Bocage pour la différencier de Flottemanville-Hague, également dans le Cotentin.

## Géographie
Les communes limitrophes sont Colomby, Hémevez, Huberville, Lieusaint, Sortosville, Urville et Valognes.

### Hydrographie
La commune est située dans le bassin Seine-Normandie. Elle est drainée par le Merderet, le cours d'eau 01 de la commune d'Hemevez, le cours d'eau 02 de la commune d'Hemevez et le fossé 01 du Rond Pillet,,.
Le Merderet, d'une longueur de 36 km, prend sa source dans la commune de Tamerville et se jette dans la Douve en limite de Beuzeville-la-Bastille et de Sainte-Mère-Église, après avoir traversé 17 communes.

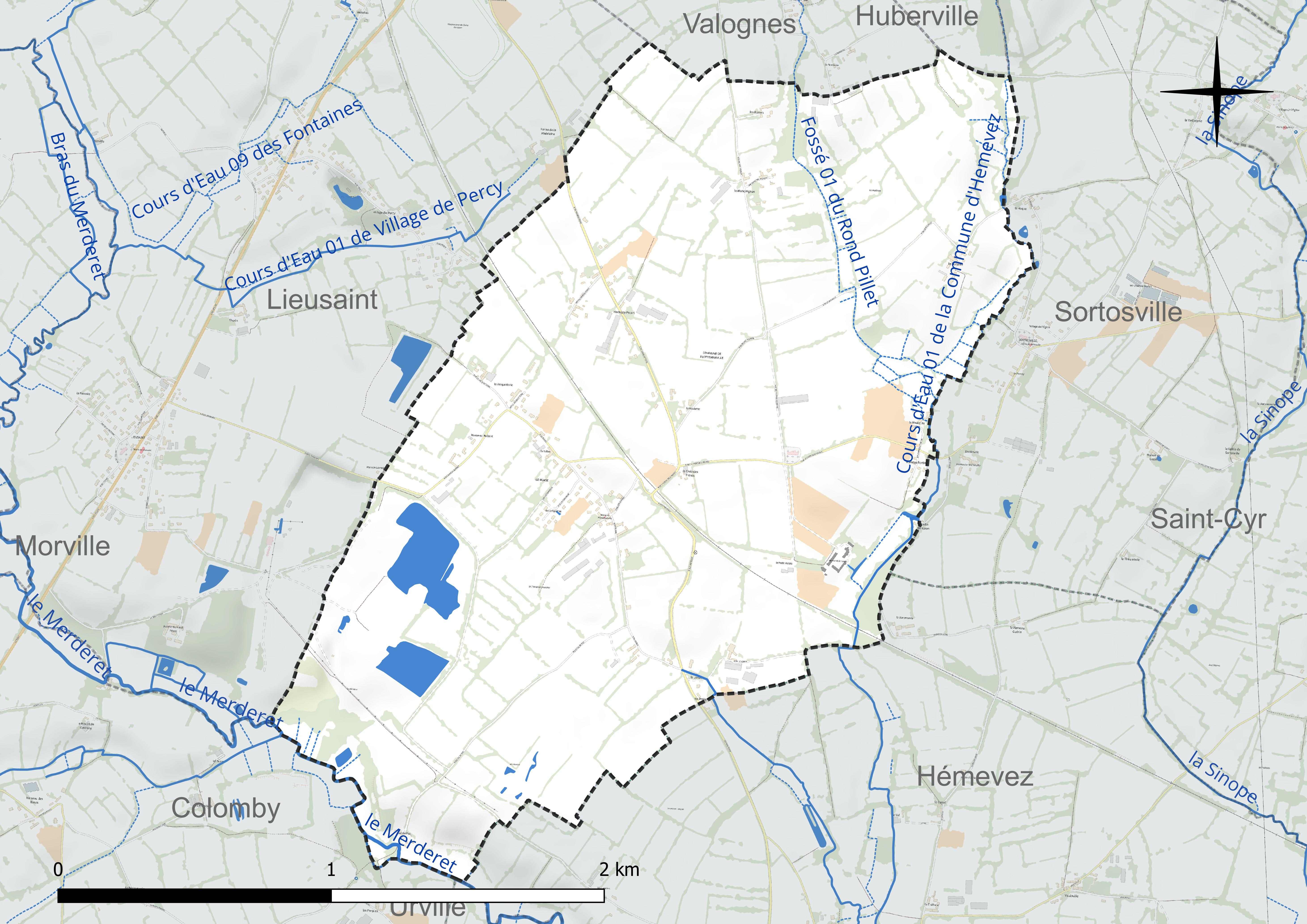
Réseau hydrographique de Flottemanville.

### Climat
Pour des articles plus généraux, voir Climat de la Normandie et Climat de la Manche.
En 2010, le climat de la commune est de type climat océanique franc, selon une étude du CNRS s'appuyant sur une série de données couvrant la période 1971-2000. En 2020, Météo-France publie une typologie des climats de la France métropolitaine dans laquelle la commune est exposée à un climat océanique et est dans la région climatique Normandie (Cotentin, Orne), caractérisée par une pluviométrie relativement élevée (850 mm/a) et un été frais (15,5 °C) et venté. Parallèlement le GIEC normand, un groupe régional d’experts sur le climat, différencie quant à lui, dans une étude de 2020, trois grands types de climats pour la région Normandie, nuancés à une échelle plus fine par les facteurs géographiques locaux. La commune est, selon ce zonage, exposée à un « climat maritime », correspondant au Cotentin et à l'ouest du département de la Manche, frais, humide et pluvieux, où les contrastes pluviométrique et thermique sont parfois très prononcés en quelques kilomètres quand le relief est marqué.
Pour la période 1971-2000, la température annuelle moyenne est de 11 °C, avec une amplitude thermique annuelle de 11 °C. Le cumul annuel moyen de précipitations est de 902 mm, avec 13,8 jours de précipitations en janvier et 6,9 jours en juillet. Pour la période 1991-2020, la température moyenne annuelle observée sur la station météorologique la plus proche, située sur la commune de Gonneville-Le Theil à 18 km à vol d'oiseau, est de 11,0 °C et le cumul annuel moyen de précipitations est de 940,4 mm,. Pour l'avenir, les paramètres climatiques de la commune estimés pour 2050 selon différents scénarios d’émission de gaz à effet de serre sont consultables sur un site dédié publié par Météo-France en novembre 2022.

## Urbanisme

### Typologie
Au 1er janvier 2024, Flottemanville est catégorisée commune rurale à habitat dispersé, selon la nouvelle grille communale de densité à sept niveaux définie par l'Insee en 2022.
Elle est située hors unité urbaine.
Par ailleurs la commune fait partie de l'aire d'attraction de Cherbourg-en-Cotentin, dont elle est une commune de la couronne,. Cette aire, qui regroupe 77 communes, est catégorisée dans les aires de 50 000 à moins de 200 000 habitants,.

### Occupation des sols
L'occupation des sols de la commune, telle qu'elle ressort de la base de données européenne d’occupation biophysique des sols Corine Land Cover (CLC), est marquée par l'importance des territoires agricoles (94 % en 2018), en diminution par rapport à 1990 (100 %).
La répartition détaillée en 2018 est la suivante : terres arables (36,4 %), zones agricoles hétérogènes (35,5 %), prairies (22,2 %), mines, décharges et chantiers (6 %).

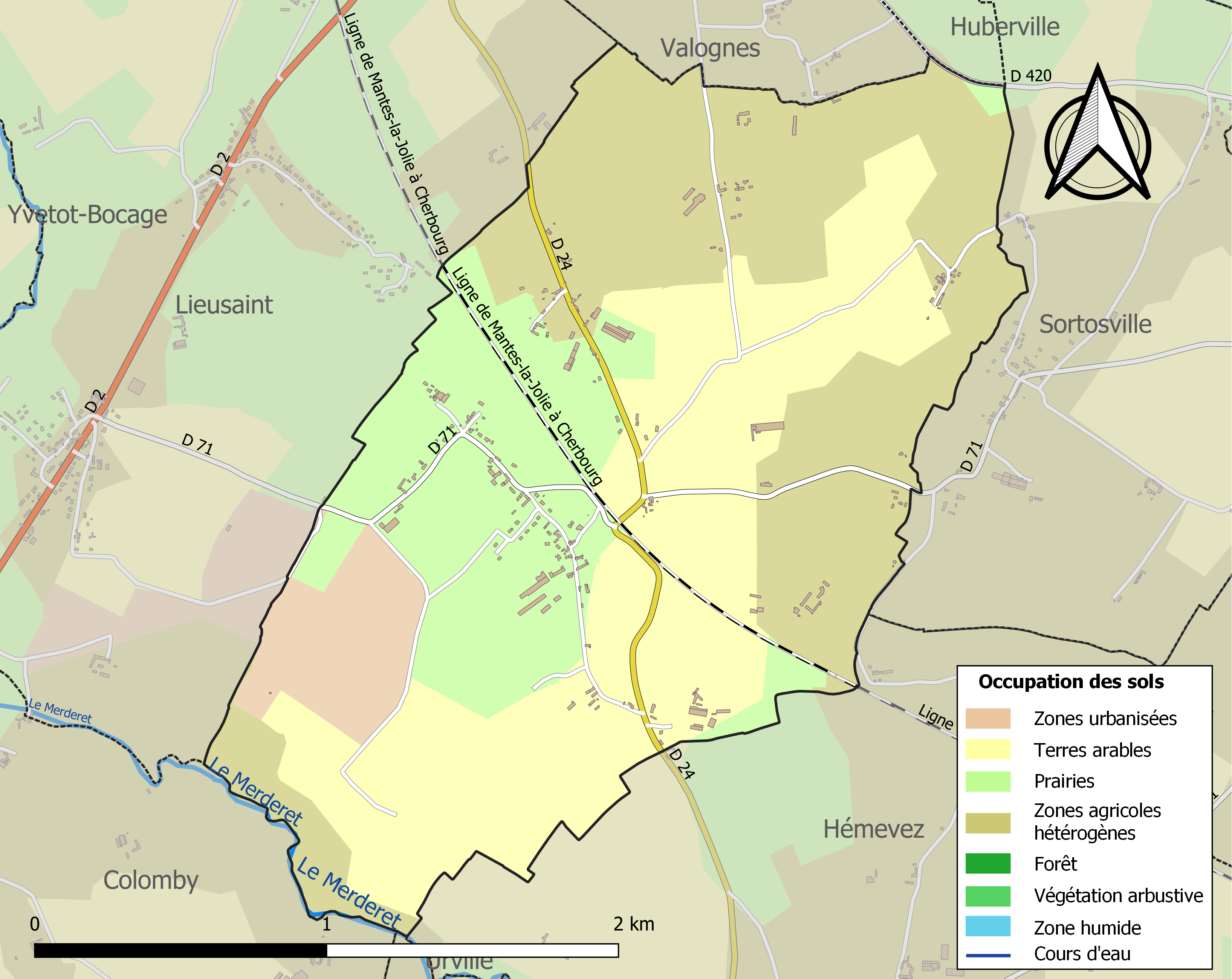
Carte des infrastructures et de l'occupation des sols de la commune en 2018 (CLC).

L'évolution de l’occupation des sols de la commune et de ses infrastructures peut être observée sur les différentes représentations cartographiques du territoire : la carte de Cassini (XVIIIe siècle), la carte d'état-major (1820-1866) et les cartes ou photos aériennes de l'IGN pour la période actuelle (1950 à aujourd'hui).

## Toponymie
Flottemanville est attesté sous les formes latinisées (pour des textes rédigés en latin) Flotemanvilla en 1147 et Flottemanvilla en 1250.
Il s'agit d'une formation toponymique en -ville, appellatif toponymique ayant le sens ancien de « domaine rural ».
Le premier élément est un nom de personne comme c'est généralement le cas dans les composés en -ville.
Certains auteurs ont identifié l'anthroponyme anglo-danois Floteman qui signifierait « viking » en vieil anglais, ainsi qu'on le retrouve dans Flotemanby, Yorkshire. Cependant, le vieil anglais est plutôt flot-mån(n) « marin, pirate » et -by est un élément toponymique scandinave. Par conséquent, on peut y voir l'ancien scandinave flottamaðr (accusatif flottamann) « fugitif ». Ce nom de personne se retrouve par exemple dans le texte Tveggia postola saga petrs ok pals rédigé en vieil islandais : « Eigi em ek flottamaðr, helldr hraustr riddari mins konungs. Ef ec vissa eigi vist, at ek skyllda fyrir 4° þenna dauða koma til lifs oc dyrðar, þa munda… ».
Elle s'est appelée autrefois Flottemanville-près-Valognes.
Homonymie avec Flottemanville-Hague et Flottemanville, lieu-dit du Bessin.

## Histoire

### Protohistoire
Des fouilles réalisées au lieu-dit la Sablière du Haut-Pitois et au Poistils ont mis au jour une occupation gauloise.

### Antiquité
La voie romaine 20, Alauna-Cosedia (Coutances), traversait la commune.

### Moyen Âge
Flottemanville fit partie en avril 1235, après la mort de Philippe, comte de Boulogne, d'un premier lot de partage entre sa veuve, Mathilde de Dammartin, et le roi de France, et échut au roi.
La famille de Pierrepont (XIVe siècle) est la première famille connue à tenir la seigneurie de Flottemanville jusqu'en 1622.

### Temps modernes
Les fiefs, terre et seigneurie de Flottemanville, avec droit de patronage, relevaient de la baronnie de Varenguebec.
En 1463, dans sa recherche de noblesse, Montfaut mentionne comme noble à Flottemanville, Pierre de La Roque.
En 1548, après la mort de Pierre IV de La Rocque, chevalier, seigneur de Flottemanville, de Saussey, d'Omonville-la-Folliot, du Breuil à Anneville-en-Saire, de Crasville, d'Urville, de Rouville à Orglandes, de Baudreville, de Thury à Lieusaint, de la Haulle, le fief de Flottemanville passe aux Pierrepont, à la suite du mariage en 1541 de sa fille, Françoise de La Rocque, dame de Flottemanville, avec François de Pierrepont. En 1567, alors veuve, elle est taxée pour le fief de Flottemanville de 24 livres dans le rôle des nobles et roturiers, au titre du ban et de l'arrière ban de la vicomté de Coutances, qu'il réalise à Coutances les 20-22 octobre. Le fief de Flottemanville, plein fief de haubert relevait du roi sous la vicomté de Valognes.
Hervé de Pierrepont († 1662), chevalier, fut seigneur et patron d'Étienville, de Flottemanville, d'Urville, de Rouville (Orglandes), du Ronceray, et gouverneur pour le roi aux ville et forteresse de Granville. En 1632, Isabeau de Pierrepont, à la suite de son mariage apporte la seigneurie de Flottemanville à son époux, François du Moncel.
Dans la recherche de Chamillart, en 1666, Jean-Théodore du Moncel justifie de sa noblesse par quatre degrés.

### Époque contemporaine
En 1858, la commune a été coupée en deux par la ligne de chemin de fer Paris-Cherbourg. L'église et le château à l'est des rails, et la mairie à l'ouest. Le pont Cochon est le trait d'union pour les habitants de la commune.

## Politique et administration

### Circonscriptions administratives avant la Révolution
La paroisse de Flottemanville relevait de la généralité de Caen, de l'élection de Valognes et de la sergenterie de Valognes.

### Liste des maires
| Période                                  | Période   | Identité         | Étiquette | Qualité                                             |
| ---------------------------------------- | --------- | ---------------- | --------- | --------------------------------------------------- |
| 1913                                     | 1919      | Jules Noël       |           | Fermier                                             |
| 1920                                     | 1922      | Paul Huet        |           | Propriétaire-cultivateur, décédé en cours de mandat |
| 1923                                     | 1925      | Auguste Burnouf  |           | Cultivateur                                         |
| 1925                                     | 1941      | Jean Burnouf     |           | Cultivateur                                         |
| 1941                                     | 1978      | Maurice Lucas    |           | Agriculteur, député MRP de la Manche de 1946 à 1958 |
| 1978                                     | mars 2008 | Victor Quesnel   | SE        | Agriculteur                                         |
| mars 2008                                | En cours  | Hubert Lemonnier | SE        | Journaliste à La Presse de la Manche                |
| Les données manquantes sont à compléter. |           |                  |           |                                                     |

## Population et société
Les habitants de la commune sont appelés les Flottemanvillais.

### Démographie

#### Sous l'Ancien Régime
En 1722, Masseville donne 90 feux imposables, Saugrain, en 1735, et Dumoulin, en 1765, donnent 107 feux (509 habitants).

#### Depuis la Révolution
L'évolution du nombre d'habitants est connue à travers les recensements de la population effectués dans la commune depuis 1793. Pour les communes de moins de 10 000 habitants, une enquête de recensement portant sur toute la population est réalisée tous les cinq ans, les populations de référence des années intermédiaires étant quant à elles estimées par interpolation ou extrapolation. Pour la commune, le premier recensement exhaustif entrant dans le cadre du nouveau dispositif a été réalisé en 2004.
En 2022, la commune comptait 227 habitants, en évolution de +22,7 % par rapport à 2016 (Manche : −0,31 %, France hors Mayotte : +2,11 %).
| 1793 | 1800 | 1806 | 1821 | 1831 | 1836 | 1841 | 1846 | 1851 |
| ---- | ---- | ---- | ---- | ---- | ---- | ---- | ---- | ---- |
| 416  | 399  | 463  | 433  | 373  | 369  | 364  | 361  | 342  |

| 1856 | 1861 | 1866 | 1872 | 1876 | 1881 | 1886 | 1891 | 1896 |
| ---- | ---- | ---- | ---- | ---- | ---- | ---- | ---- | ---- |
| 310  | 318  | 306  | 286  | 297  | 295  | 274  | 262  | 250  |

| 1901 | 1906 | 1911 | 1921 | 1926 | 1931 | 1936 | 1946 | 1954 |
| ---- | ---- | ---- | ---- | ---- | ---- | ---- | ---- | ---- |
| 248  | 238  | 240  | 197  | 180  | 165  | 206  | 202  | 222  |

| 1962 | 1968 | 1975 | 1982 | 1990 | 1999 | 2004 | 2006 | 2009 |
| ---- | ---- | ---- | ---- | ---- | ---- | ---- | ---- | ---- |
| 183  | 184  | 147  | 149  | 181  | 176  | 196  | 201  | 195  |

| 2014 | 2019 | 2022 | - | - | - | - | - | - |
| ---- | ---- | ---- | - | - | - | - | - | - |
| 185  | 218  | 227  | - | - | - | - | - | - |

## Économie
La commune se situe dans la zone géographique des appellations d'origine protégée (AOP) Beurre d'Isigny et Crème d'Isigny.

## Culture locale et patrimoine

### Lieux et monuments

#### Patrimoine civil

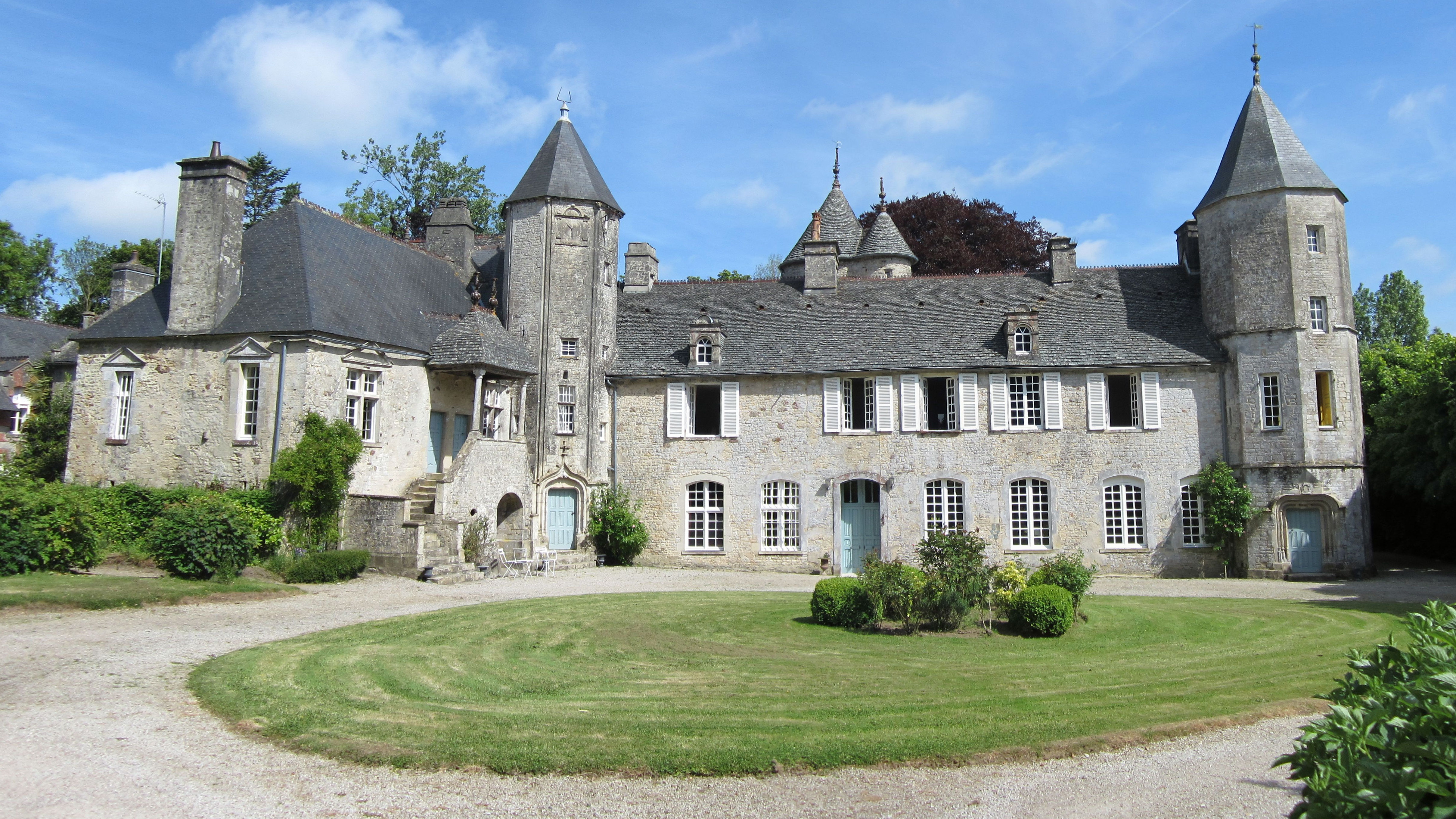
Le manoir de la Cour.

- Manoir de la Cour des XVe, XVIIe – XVIIIe siècles. Le manoir, avec sa chapelle située dans une des deux tours octogonales, est inscrit au titre des monuments historiques par arrêté du 22 décembre 2008[35].
- Fermes-manoirs du Ruage du XVIe siècle, situé de l'autre côté du chemin de fer, des Portes du XVIe siècle, du Grand Manoir du XVIe siècle.
- Manoir du Cul-de-Fer, à proximité du pont dit romain.
- Ferme-manoir de La Navette du XVIe siècle : la façade ouest a été remaniée au XVIIe siècle[36]. On accède au colombier situé dans les combles au niveau de la lucarne de gauche par la tour d'escalier.
- Pont du Cul-de-Fer (dit romain) sur le Merderet.
- Anciens fours à chaux.

Pour mémoire
- Moulin de Quiefdefer, mentionné en 1227[24].

#### Patrimoine religieux
- Église Saint-Clément des XIVe – XVe siècles, inscrite au titre des monuments historiques par arrêté du 28 décembre 1978[37].

L'édifice abrite un maître-autel à baldaquin en bois ciselé du XVIIe, un groupe sculpté du XVIe dit sainte Jeanne de Chantal, une Vierge à l'Enfant du XIVe, le monument funéraire de Françoise de Longaunay († 1597), épouse de Guillaume de Pierrepont (2e moitié du XVIe siècle), une statue de sainte Catherine d'Alexandrie du XVIe, œuvres classées au titre objet aux monuments historiques, des verrières : calvaire du XIXe et douze verrières du XXe vie de saint Clément classées à l'Inventaire général du patrimoine culturel, les statues de saint Claude et saint Clément du XVe.
- Croix de cimetière du XVIIe siècle.
- La Croix Blanche du XVIIe siècle, la Croix Manchon du XVIIe siècle, la croix de chemin sur la D24 du XVIIIe siècle, la Croix des Véziels du XVIIIe siècle, la Croix des Frênes du XXe siècle.

### Personnalités liées à la commune
- Maurice Lucas, maire de la commune et député de la Manche sous la Quatrième République.